# Fed Cup 2017 – baráž Světové skupiny
Baráž Světové skupiny Fed Cupu 2017 představovala čtyři mezistátní zápasy, které se uskutečnily mezi 22. a 23. dubnem 2017. Utkaly se v nich čtyři týmy, které prohrály v 1. kole světové skupiny – Francie, Německo, Nizozemsko a Španělsko, se čtyřmi vítěznými družstvy z druhé světové skupiny – Belgií, Ruskem, Slovenskem a Ukrajinou. Podle aktuálního žebříčku ITF byly čtyři nejvýše klasifikované týmy nasazeny.
Vítězové – Francie, Německo, Nizozemsko a Rusko, se kvalifikovali do Světové skupiny 2018 a poražení – Belgie, Slovensko, Španělsko a Ukrajina, sestoupili do Světové skupiny II pro rok 2018.

## Účastníci
| Účastníci světové baráže | Účastníci světové baráže | Účastníci světové baráže | Účastníci světové baráže |
| Belgie                   | Francie                  | Německo                  | Nizozemsko               |
| Rusko                    | Slovensko                | Španělsko                | Ukrajina                 |
| ------------------------ | ------------------------ | ------------------------ | ------------------------ |

Nasazení
1. Francie (výhra)
2. Rusko (výhra)
3. Německo (výhra)
4. Nizozemsko (výhra)

## Barážové zápasy

### Francie vs. Španělsko
| Halle André Vacheresse, Roanne, Francie 22.–23. dubna 2017 antuka (hala) | |                                                                                              |     |     |          |            |
| \| 1. \| \| Kristina Mladenovicová Sílvia Solerová Espinosová \| 6 0 \| 6 1 \| \| \| \| 2. \| \| Pauline Parmentierová Sara Sorribesová Tormová \| 6 4 \| 6 2 \| \| \| \| 3. \| \| Kristina Mladenovicová Sara Sorribesová Tormová \| 6 1 \| 6 1 \| \| \| \| 4. \| \| Pauline Parmentierová Sílvia Solerová Espinosová \| \| \| \| nehrálo se \| \| 5. \| \| Alizé Cornetová / Amandine Hesseová María José Martínezová Sánchezová / Olga Sáezová Larrová \| 6 1 \| 3 6 \| [10] [7] \| \| \| Nominace \| \| \| \| \| \| \| \| \| Francie: Kristina Mladenovicová, Alizé Cornetová, Amandine Hesseová,Pauline Parmentierová, nehrající kapitán Yannick Noah \| \| \| \| \| \| \| \| Španělsko: Sara Sorribesová Tormová, Sílvia Solerová Espinosová, María José Martínezová Sánchezová, Olga Sáezová Larrová, nehrající kapitánka Conchita Martínezová \| \| \| \| \| \| \| Podrobnosti \| \| \| \| \| \| \| \| \| Poměr vzájemných střetnutí mezi Francií a Španělskem před baráží činil 4:5. \| \| \| \| \| \| | |                                                                                              |     |     |          |            |
| | |                                                                                              | 1.  | 2.  | 3.       |            |
| 1. | | Kristina Mladenovicová Sílvia Solerová Espinosová                                            | 6 0 | 6 1 |          |            |
| 2. | | Pauline Parmentierová Sara Sorribesová Tormová                                               | 6 4 | 6 2 |          |            |
| 3. | | Kristina Mladenovicová Sara Sorribesová Tormová                                              | 6 1 | 6 1 |          |            |
| 4. | | Pauline Parmentierová Sílvia Solerová Espinosová                                             |     |     |          | nehrálo se |
| 5. | | Alizé Cornetová / Amandine Hesseová María José Martínezová Sánchezová / Olga Sáezová Larrová | 6 1 | 3 6 | [10] [7] |            |
| Nominace | |                                                                                              |     |     |          |            |
| | Francie: Kristina Mladenovicová, Alizé Cornetová, Amandine Hesseová,Pauline Parmentierová, nehrající kapitán Yannick Noah                                          |                                                                                              |     |     |          |            |
| | Španělsko: Sara Sorribesová Tormová, Sílvia Solerová Espinosová, María José Martínezová Sánchezová, Olga Sáezová Larrová, nehrající kapitánka Conchita Martínezová |                                                                                              |     |     |          |            |
| Podrobnosti | |                                                                                              |     |     |          |            |
| | Poměr vzájemných střetnutí mezi Francií a Španělskem před baráží činil 4:5.                                                                                        |                                                                                              |     |     |          |            |

### Rusko vs. Belgie
| Malá sportovní aréna Lužniki, Moskva, Rusko 22.–23. dubna 2017 antuka (hala) | |                                                                              |     |      |     |  |
| \| 1. \| \| Jelena Vesninová Alison Van Uytvancková \| 6 3 \| 6 4 \| \| \| \| 2. \| \| Anastasija Pavljučenkovová Elise Mertensová \| 4 6 \| 0 6 \| \| \| \| 3. \| \| Jelena Vesninová Elise Mertensová \| 4 6 \| 6 1 \| 2 6 \| \| \| 4. \| \| Darja Kasatkinová Maryna Zanevská \| 5 7 \| 6 1 \| 6 0 \| \| \| 5. \| \| Darja Kasatkinová / Jelena Vesninová Elise Mertensová / An-Sophie Mestachová \| 1 6 \| 62 7 \| \| \| \| Nominace \| \| \| \| \| \| \| \| \| Rusko: Jelena Vesninová, Anastasija Pavljučenkovová, Darja Kasatkinová, Anna Blinkovová, nehrající kapitánka Anastasija Myskinová \| \| \| \| \| \| \| \| Belgie: Elise Mertensová, Alison Van Uytvancková, An-Sophie Mestachová, Maryna Zanevská, nehrající kapitán Dominique Monami \| \| \| \| \| \| \| Podrobnosti \| \| \| \| \| \| \| \| \| Poměr vzájemných střetnutí mezi Ruskem a Belgií před baráží činil 1:3. \| \| \| \| \| \| | |                                                                              |     |      |     |  |
| | |                                                                              | 1.  | 2.   | 3.  |  |
| 1. | | Jelena Vesninová Alison Van Uytvancková                                      | 6 3 | 6 4  |     |  |
| 2. | | Anastasija Pavljučenkovová Elise Mertensová                                  | 4 6 | 0 6  |     |  |
| 3. | | Jelena Vesninová Elise Mertensová                                            | 4 6 | 6 1  | 2 6 |  |
| 4. | | Darja Kasatkinová Maryna Zanevská                                            | 5 7 | 6 1  | 6 0 |  |
| 5. | | Darja Kasatkinová / Jelena Vesninová Elise Mertensová / An-Sophie Mestachová | 1 6 | 62 7 |     |  |
| Nominace | |                                                                              |     |      |     |  |
| | Rusko: Jelena Vesninová, Anastasija Pavljučenkovová, Darja Kasatkinová, Anna Blinkovová, nehrající kapitánka Anastasija Myskinová |                                                                              |     |      |     |  |
| | Belgie: Elise Mertensová, Alison Van Uytvancková, An-Sophie Mestachová, Maryna Zanevská, nehrající kapitán Dominique Monami       |                                                                              |     |      |     |  |
| Podrobnosti | |                                                                              |     |      |     |  |
| | Poměr vzájemných střetnutí mezi Ruskem a Belgií před baráží činil 1:3.                                                            |                                                                              |     |      |     |  |

### Německo vs. Ukrajina
| Porsche-Arena, Stuttgart, Německo 22.–23. dubna 2017 antuka (hala) | |                                                                            |     |     |          |  |
| \| 1. \| \| Julia Görgesová Elina Svitolinová \| 4 6 \| 6 1 \| 6 4 \| \| \| 2. \| \| Angelique Kerberová Lesja Curenková \| 6 1 \| 6 4 \| \| \| \| 3. \| \| Angelique Kerberová Elina Svitolinová \| 4 6 \| 2 6 \| \| \| \| 4. \| \| Julia Görgesová Lesja Curenková \| 6 4 \| 6 4 \| \| \| \| 5. \| \| Laura Siegemundová / Carina Witthöftová Nadija Kičenoková / Olga Savčuková \| 4 6 \| 6 4 \| [6] [10] \| \| \| Nominace \| \| \| \| \| \| \| \| \| Německo: Angelique Kerberová, Julia Görgesová, Laura Siegemundová, Carina Witthöftová, nehrající kapitánka Barbara Rittnerová \| \| \| \| \| \| \| \| Ukrajina: Elina Svitolinová, Lesja Curenková, Nadija Kičenoková, Olga Savčuková, nehrající kapitán Michail Filima \| \| \| \| \| \| \| Podrobnosti \| \| \| \| \| \| \| \| \| Poměr vzájemných střetnutí mezi Německem a Ukrajiny před baráží činil 1:0. \| \| \| \| \| \| | |                                                                            |     |     |          |  |
| | |                                                                            | 1.  | 2.  | 3.       |  |
| 1. | | Julia Görgesová Elina Svitolinová                                          | 4 6 | 6 1 | 6 4      |  |
| 2. | | Angelique Kerberová Lesja Curenková                                        | 6 1 | 6 4 |          |  |
| 3. | | Angelique Kerberová Elina Svitolinová                                      | 4 6 | 2 6 |          |  |
| 4. | | Julia Görgesová Lesja Curenková                                            | 6 4 | 6 4 |          |  |
| 5. | | Laura Siegemundová / Carina Witthöftová Nadija Kičenoková / Olga Savčuková | 4 6 | 6 4 | [6] [10] |  |
| Nominace | |                                                                            |     |     |          |  |
| | Německo: Angelique Kerberová, Julia Görgesová, Laura Siegemundová, Carina Witthöftová, nehrající kapitánka Barbara Rittnerová |                                                                            |     |     |          |  |
| | Ukrajina: Elina Svitolinová, Lesja Curenková, Nadija Kičenoková, Olga Savčuková, nehrající kapitán Michail Filima             |                                                                            |     |     |          |  |
| Podrobnosti | |                                                                            |     |     |          |  |
| | Poměr vzájemných střetnutí mezi Německem a Ukrajiny před baráží činil 1:0.                                                    |                                                                            |     |     |          |  |

### Slovensko vs. Nizozemsko
| Aegon aréna, Bratislava, Slovensko 22.–23. dubna 2017 antuka (hala) | |                                                                        |     |     |    |       |
| \| 1. \| \| Jana Čepelová Richèl Hogenkampová \| 6 3 \| 6 2 \| \| \| \| 2. \| \| Rebecca Šramková Kiki Bertensová \| 1 6 \| 3 6 \| \| \| \| 3. \| \| Jana Čepelová Kiki Bertensová \| 3 6 \| 3 6 \| \| \| \| 4. \| \| Kristína Kučová Richèl Hogenkampová \| 5 7 \| 4 6 \| \| \| \| 5. \| \| Daniela Hantuchová / Rebecca Šramková Cindy Burgerová / Arantxa Rusová \| 2 1 \| \| \| skreč \| \| Nominace \| \| \| \| \| \| \| \| \| Slovensko: Kristína Kučová, Jana Čepelová, Rebecca Šramková, Daniela Hantuchová, nehrající kapitán Matej Lipták \| \| \| \| \| \| \| \| Nizozemsko: Kiki Bertensová, Richèl Hogenkampová, Cindy Burgerová, Arantxa Rusová, nehrající kapitán Paul Haarhuis \| \| \| \| \| \| \| Podrobnosti \| \| \| \| \| \| \| \| \| Poměr vzájemných střetnutí mezi Slovenskem a Nizozemskem před baráží činil 1:2. \| \| \| \| \| \| | |                                                                        |     |     |    |       |
| | |                                                                        | 1.  | 2.  | 3. |       |
| 1. | | Jana Čepelová Richèl Hogenkampová                                      | 6 3 | 6 2 |    |       |
| 2. | | Rebecca Šramková Kiki Bertensová                                       | 1 6 | 3 6 |    |       |
| 3. | | Jana Čepelová Kiki Bertensová                                          | 3 6 | 3 6 |    |       |
| 4. | | Kristína Kučová Richèl Hogenkampová                                    | 5 7 | 4 6 |    |       |
| 5. | | Daniela Hantuchová / Rebecca Šramková Cindy Burgerová / Arantxa Rusová | 2 1 |     |    | skreč |
| Nominace | |                                                                        |     |     |    |       |
| | Slovensko: Kristína Kučová, Jana Čepelová, Rebecca Šramková, Daniela Hantuchová, nehrající kapitán Matej Lipták    |                                                                        |     |     |    |       |
| | Nizozemsko: Kiki Bertensová, Richèl Hogenkampová, Cindy Burgerová, Arantxa Rusová, nehrající kapitán Paul Haarhuis |                                                                        |     |     |    |       |
| Podrobnosti | |                                                                        |     |     |    |       |
| | Poměr vzájemných střetnutí mezi Slovenskem a Nizozemskem před baráží činil 1:2.                                    |                                                                        |     |     |    |       |